# Congé de maternité en France
En France, le congé de maternité régi par le code de la sécurité sociale, concerne les femmes salariées. C'est un droit à avoir une rémunération durant une partie de la grossesse (à partir environ du 7e mois). La durée dépend du nombre d'enfants de la mère. Il existe depuis 1909. 

## Historique
Le congé de maternité voit le jour en France en 1909 sous l'impulsion du député Fernand Engerand. La loi Engerand accorde alors un congé de 8 semaines mais ne prévoit pas de rémunération. Les institutrices obtiennent les premières en 1910, la rémunération de leur congé maternité à 100 %. Mais il faudra attendre 1929 pour que ces dispositions soient étendues à l'ensemble des fonctionnaires, puis 1970 pour que ces dispositions soient étendues à l'ensemble des salariées.
D'une durée de 14 semaines depuis 1946 à savoir 6 semaines avant l'accouchement et 8 semaines après l'accouchement, le congé maternité est porté à 16 semaines par la loi du 17 juillet 1980,. Il donne droit à une indemnité de 100 % du salaire, mais plafonnée. La durée du congé maternité est également fonction du nombre d'enfants déjà à charge ou du nombre d'enfants attendus. Par exemple, si une femme a deux enfants, son congé de maternité peut aller jusqu'à 26 semaines, ou encore, si une femme est enceinte de jumeaux, le congé peut atteindre 34 semaines et 46 semaines à partir de triplés.

## L'allongement du congé maternité
L'article de loi allongeant le congé maternité des mères d'enfant prématuré a été intégré au PLFSS 2006, puis repris dans la Loi sur l'Égalité salariale. Les mères salariées, indépendantes, fonctionnaires ayant accouché après le 1er janvier 2006, plus de 6 semaines à l'avance et dont l'état de l'enfant nécessite une hospitalisation, sont concernées par l'allongement du congé de maternité.
En février 2017, l'Assemblée nationale vote un amendement proposé par Marie-George Buffet pour porter la durée du congé de maternité à 18 semaines contre l'avis du gouvernement. La suspension de la session parlementaire en raison des élections présidentielles et législatives fait que le texte ne reviendra que de nombreux mois plus tard devant de nouveaux députés.

## Report du congé prénatal sur la durée du congé postnatal
Ce droit est fondé sur l'article L.1225-17 du code du travail. Celui-ci dispose que « La salariée a le droit de bénéficier d'un congé de maternité pendant une période qui commence six semaines avant la date présumée de l'accouchement et se termine dix semaines après la date de celui-ci. À la demande de la salariée et sous réserve d'un avis favorable du professionnel de santé qui suit la grossesse, la période de suspension du contrat de travail qui commence avant la date présumée de l'accouchement peut être réduite d'une durée maximale de trois semaines. La période présumée de l'accouchement est alors augmentée d'autant. »
L'indemnisation du report par l'assurance maladie est prévu à l'article L.331-4-1 du Code de la Sécurité Sociale. Celui-ci dispose en son alinéa premier "La durée de la période de versement de l'indemnité journalière à laquelle l'assurée a droit avant la date présumée de l'accouchement peut être réduite à sa demande, sur prescription médicale, dans la limite de trois semaines. La durée de la période de versement postérieure à l'accouchement est augmentée d'autant."
L'assurance maladie considère que la demande de report de l'indemnisation du congé prénatal vers le congé postnatal doit faire l'objet d'une demande auprès de celle-ci avant la date du congé légal de maternité. Cette interprétation a été invalidée par la Cour de Cassation qui jugea en son arrêt no 13-15885 en date du 3 avril 2014 que le droit au report du congé prénatal n'était conditionné qu'à la production d'un certificat médical mentionnant l'absence de contre-indication à poursuivre le travail.
L'espèce de cet arrêt était le suivant. Le congé légal de la requérante commençait le 3 mars 2009. Le certificat médical datait du 2 mars 2009. La demande de report de congé adressée à la CPAM a été faite en date du 29 août 2009. Celle-ci refusait le report, estimant que la demande avait été tardive et qu'elle aurait dû être faite avant le 3 mars 2009, date du début de son congé légal de maternité. La 2e chambre civile de la Cour de Cassation cassa l'arrêt de la Cour d'Appel qui avait donné raison à la CPAM, en rappelant que la production d'un certificat médical antérieur à la date du congé prénatal suffisait à faire valoir le droit au report : « La prescription médicale étant antérieure au début du congé légal de maternité prénatal, les conditions du report étaient réunies ; qu'en décidant qu'il était nécessaire que la demande de report du congé prénatal d'une durée maximale de trois semaines, accompagnée d'un certificat médical attestant de la possibilité de poursuivre une activité professionnelle au-delà de la date prévue légalement pour le congé prénatal, soit adressée à l'organisme social au plus tard à la date de début de ce congé, la cour d'appel a violé l'article L.331-4-1 du code de la sécurité sociale. »
Malgré cette jurisprudence, l'assurance maladie continue à exiger cette condition de délai qu'aucun texte ne permet de valider[réf. nécessaire].